# Zeriassa lawrencei
Zeriassa lawrencei är en spindeldjursart som beskrevs av Roewer 1933. Zeriassa lawrencei ingår i släktet Zeriassa och familjen Solpugidae. Inga underarter finns listade i Catalogue of Life.